# Martin Haspelmath (Linguist)
Martin Haspelmath (* 2. Februar 1963 in Hoya) ist ein deutscher Linguist.

## Leben
Martin Haspelmath studierte 1983–1985 an der Universität Wien und 1985–1987 an der Universität zu Köln Indogermanistik, Allgemeine Linguistik und Slawistik. 1988 machte er an der University at Buffalo sein Magisterexamen in Linguistik, 1989 sein Magisterexamen in Slawistik an der Universität zu Köln. Nach einem Auslandsjahr an der Lomonossow-Universität Moskau arbeitete er 1990–1996 an der Freien Universität Berlin, wo er 1993 promovierte und 1996 auch habilitierte.
Von 1998 bis 2015 arbeitete Martin Haspelmath in der Abteilung Linguistik am Max-Planck-Institut für evolutionäre Anthropologie in Leipzig. Von 2015 bis 2020 war er am Max-Planck-Institut für Menschheitsgeschichte tätig. Seit August 2020 ist er mit der Abteilung für Sprach- und Kulturevolution vom Jenaer Institut zurück an das MPI in Leipzig gewechselt. Seit 1999 ist er außerdem Honorarprofessor für Linguistik an der Universität Leipzig. 2005 wurde er als ordentliches Mitglied in die Academia Europaea aufgenommen.
Haspelmath ist ein Neffe des Orgelbauers Martin Haspelmath.

## Forschung
Forschungsschwerpunkte Haspelmaths sind Syntaxtheorie, Morphologie, Sprachkontakt und Sprachwandel sowie Sprachtypologie. Wichtige Projekte unter seiner Mitwirkung waren die Erstellung des Weltatlas der Sprachstrukturen (WALS, 2005), der World Loanword Database (WOLD, 2009) in Zusammenarbeit mit Uri Tadmor sowie des Atlas of Pidgin and Creole Language Structures (APiCS, 2013). Des Weiteren initiierte Haspelmath die sprachwissenschaftliche Online-Enzyklopädie Glottopedia.

## Auszeichnungen
- 2007 Akademiepreis der Berlin-Brandenburgischen Akademie der Wissenschaften
- 2022 Ehrendoktor der Universität Lüttich[5]

## Schriften (Auswahl)
- 2006: Against markedness (and what to replace it with). In: Journal of Linguistics. Band 42, Nr. 1, 2006, S. 25–70 (englisch; doi:10.1017/S0022226705003683; online auf researchgate.net).
- 2010 mit Andrea D. Sims: Understanding Morphology. 2. Auflage. Routledge, London/New York 2010, ISBN 978-0-340-95001-2 (englisch; Leseprobe in der Google-Buchsuche).